# John Lundvik
John Lundvik ( nascido em 27 de janeiro de 1983) é um cantor, compositor e ex- velocista sueco. Ele fazia parte do time de atletismo do IFK Växjö .  Lundvik também tem uma carreira de cantor e compositor, tendo composto músicas para filmes e o casamento de Victoria, Crown Princess da Suécia, e Daniel Westling em 2010.
Em 2018, ele competiu no Melodifestivalen com sua música " My Turn ", terminando em 3º lugar.  Ele representará a Suécia no Eurovision Song Contest 2019 com " Too Late for Love ".  No mesmo concurso, ele representará o Reino Unido como compositor da música " Bigger Than Us ".

## Vida pregressa
Lundvik nasceu em Londres e foi adotado por expatriados suecos na Inglaterra quando tinha uma semana de idade.  Ele morou em Londres até os seis anos de idade quando sua família voltou para a Suécia, estabelecendo-se em Växjö .  Ele nunca conheceu seus pais biológicos.

## Carreira musical

### 2010–2018: Composição e Melodifestivalen 2018

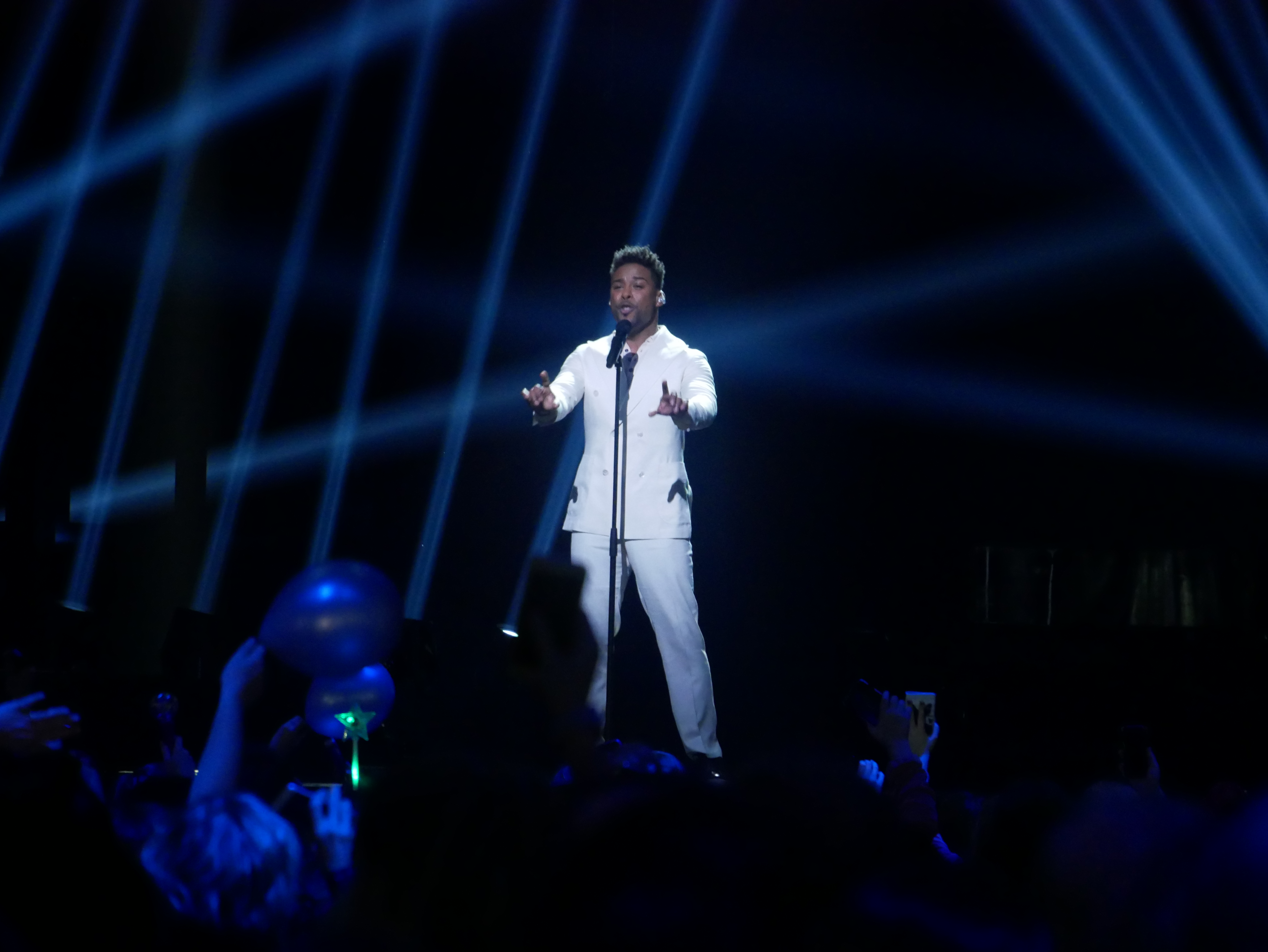
Lundvik se apresentando no Melodifestivalen 2018.

Lundvik começou sua carreira musical em 2010, compondo a música " When You Tell the World You Mine " para o casamento de Victoria, Princesa da Suécia e Daniel Westling .  Lundvik passou a compor músicas para músicos como Anton Ewald , Isac Elliot e Sanna Nielsen , além de compor músicas para o filme Easy Money .  Ele também compôs música para a série de TV americana Empire .
Em 2016, Lundvik escreveu e realizou "All About the Games", a música sueca dos Jogos Olímpicos do Rio de Janeiro.  Em 2016, ele também participou do Allsång på Skansen , fazendo um dueto com Lill Lindfors .  Em 2018, a Lundvik participou do Melodifestivalen com a música " My Turn ", em uma tentativa de representar a Suécia no Eurovision Song Contest 2018 .  Ele se classificou da primeira semifinal diretamente para as finais, e terminou em terceiro lugar no geral.

### 2019 – presente: Festival Eurovisão da Canção

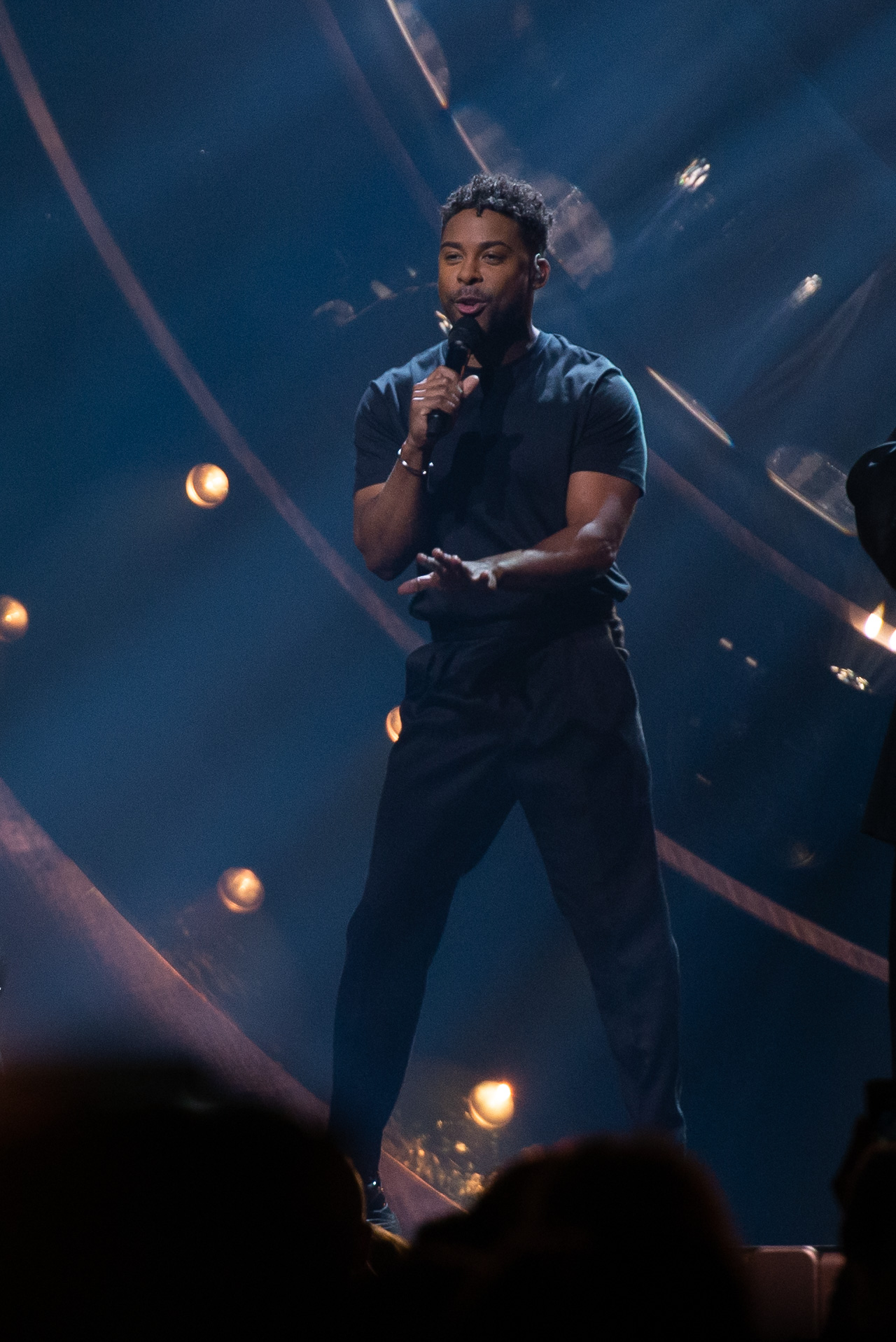
Lundvik se apresentando no Melodifestivalen 2019.

Ele participou do Melodifestivalen 2019 com a música " Too Late for Love ", onde avançou diretamente para a final.  A música alcançou o número um na parada de singles Sverigetopplistan em março de 2019.  Acabou por ganhar o Melodifestivalen e representará a Suécia no Eurovision Song Contest 2019, em Tel Aviv , Israel.  Lundvik fará a música no dia 16 de maio de 2019 na segunda semifinal do concurso.
Ao mesmo tempo, ele compôs " Bigger Than Us ", a música vencedora na seleção do Reino Unido , e a versão cantada por Michael Rice foi selecionada para representar o Reino Unido no Eurovision 2019.

## Atletismo
Em 2005, a Lundvik integrou a equipa de revezamento de 4 × 100 metros do IFK Växjö , que ganhou uma medalha de bronze no Campeonato Sueco de 2005.

### Melhores recordes pessoais
- 60 metros : 6,99   segundos ( Växjö , 3 de fevereiro de 2002) [15][16]
- 100 metros : 10,84   segundos ( Karlskrona , 12 de junho de 2006) [15]
- 200 metros : 22,42   segundos ( Vellinge , 17 de agosto de 2003) [15]